# Ján Richter
Ján Richter, né le 5 octobre 1956 à Zlaté Moravce, est un homme politique slovaque membre de SMER – social-démocratie (SMER-SD). Il est ministre du Travail entre 2012 et 2020.

## Biographie

### Formation et vie professionnelle
Après des études à l'université Matej Bel de Banská Bystrica, il devient ouvrier chez THP. Il en gravit les échelons, puis se lance dans le monde de l'entreprise.

### Engagement politique
Il milite au Parti de la gauche démocratique (SDĽ) entre 1989 et 2004. Il rejoint cette année-là SMER-SD. En 2006, il est élu député au Conseil national de la République slovaque et nommé secrétaire général de son parti.
Réélu député en 2010, Ján Richter est désigné ministre du Travail, des Affaires sociales et de la Famille le 4 avril 2012, à la formation du second gouvernement du président du gouvernement social-démocrate Robert Fico. Il est reconduit le 23 mars 2016 dans le gouvernement Fico III.